# Jocelyne Saab

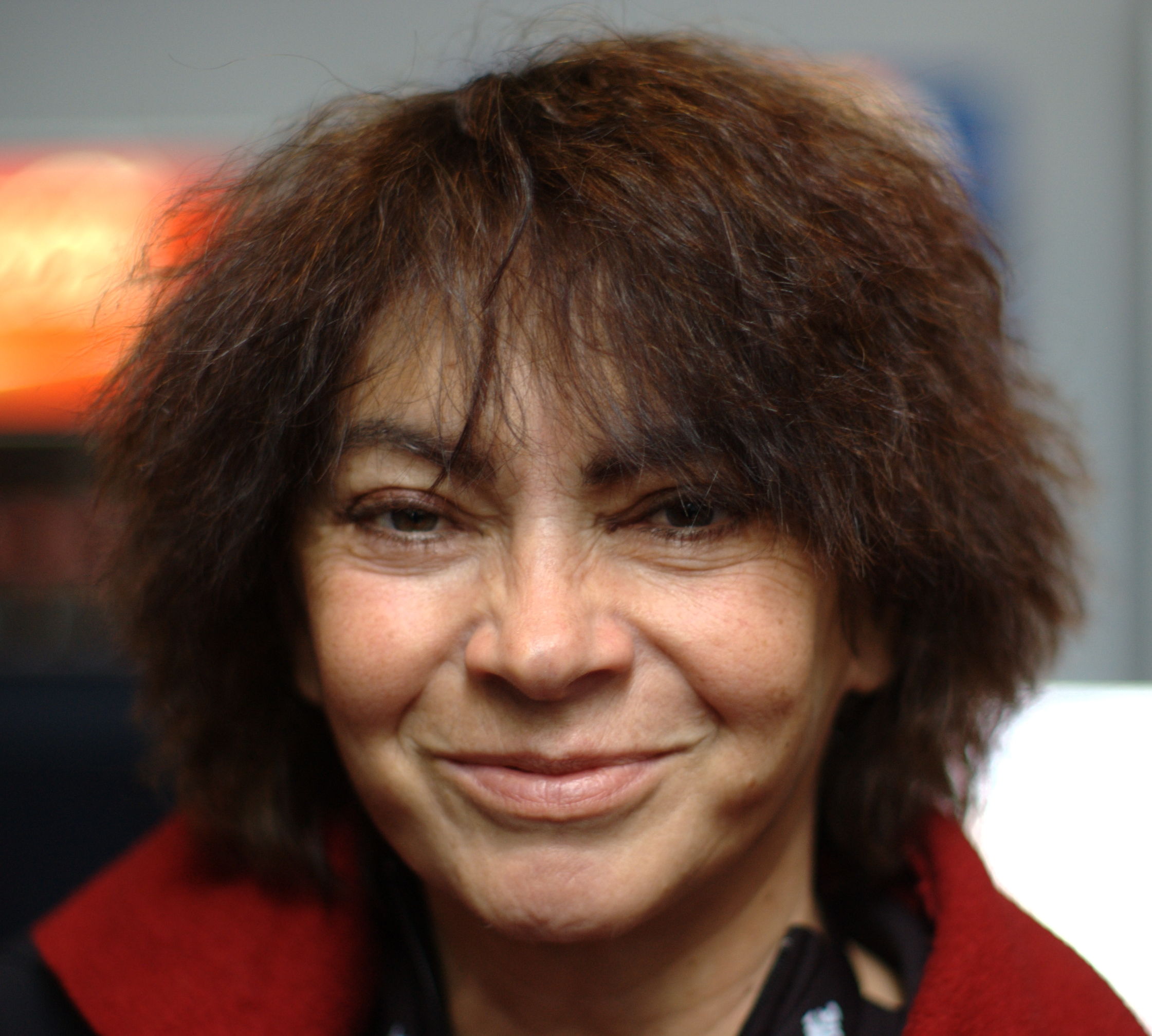
Jocelyne Saab

Jocelyne Saab (* 30. April 1948 in Beirut; † 7. Januar 2019) war eine libanesische Journalistin, Filmregisseurin und Drehbuchautorin.
Jocelyne Saab drehte für europäische, US-amerikanische und japanische Sender im Libanon, in Ägypten, im Iran, in Kurdistan, in der Westsahara und in Vietnam etwa 20 Dokumentarfilme.

## Filmografie (Auswahl)
- 1975: Portrait d’un mercenaire français
- 1975: Lebanon in a Whirlwind
- 1976: Les Enfants de la guerre
- 1976: Sud-Liban – Histoire d’un village
- 1976: Pour quelques vies
- 1976: Beyrouth, jamais plus
- 1978: Égypte, la cité des morts
- 1979: Lettre de Beyrouth
- 1985: Samars erste Liebe (Adolescente, sucre d’amour)
- 1995: Es war einmal Beirut – Geschichte eines Stars (Kanya Ya Ma Kan, Beyrouth)
- 1998: La Dame de Saïgon
- 2005: Dunia

## Auszeichnungen
- Jocelyne Saabs Film Dunia wurde im Jahr 2005 in Montréal auf dem  World Film Festival für den Grand Prix des Amériques nominiert.
- Auf dem Sundance Film Festival in Park City, Utah, USA wurde der Film im darauf folgenden Jahr für den Grand Jury Prize nominiert.